# 26485 Edwinpost
26485 Edwinpost este o planetă minoră (asteroid), cu un diametru de 6,717 km, din centura de asteroizi. A fost descoperită pe 4 ianuarie 2000 la Stația Anderson Mesa de Lowell Observatory Near-Earth-Object Search. 
Obiectul prezintă o orbită caracterizată de o semiaxă mare de 3,1484738 UAi, o excentricitate de 0,19, o înclinație de 17,46405 ° în raport cu ecliptica.